# سینما پامچال
سینما پامچال یک سینما در شهر تهران، ایران است.
این سینما که در منطقه مشیریه قرار دارد در سال ۱۳۹۱ با یک سالن سینما به ظرفیت ۲۱۸ نفر افتتاح شده است.